# Manuel García Hispaleto
Manuel García Martínez (Sevilla, 22 de noviembre de 1836-Madrid, 26 de diciembre de 1898) fue un pintor y acuarelista español. Adoptó el seudónimo de Hispaleto. Su estilo era costumbrista. Fue hermano del pintor Rafael García Hispaleto.

## Biografía

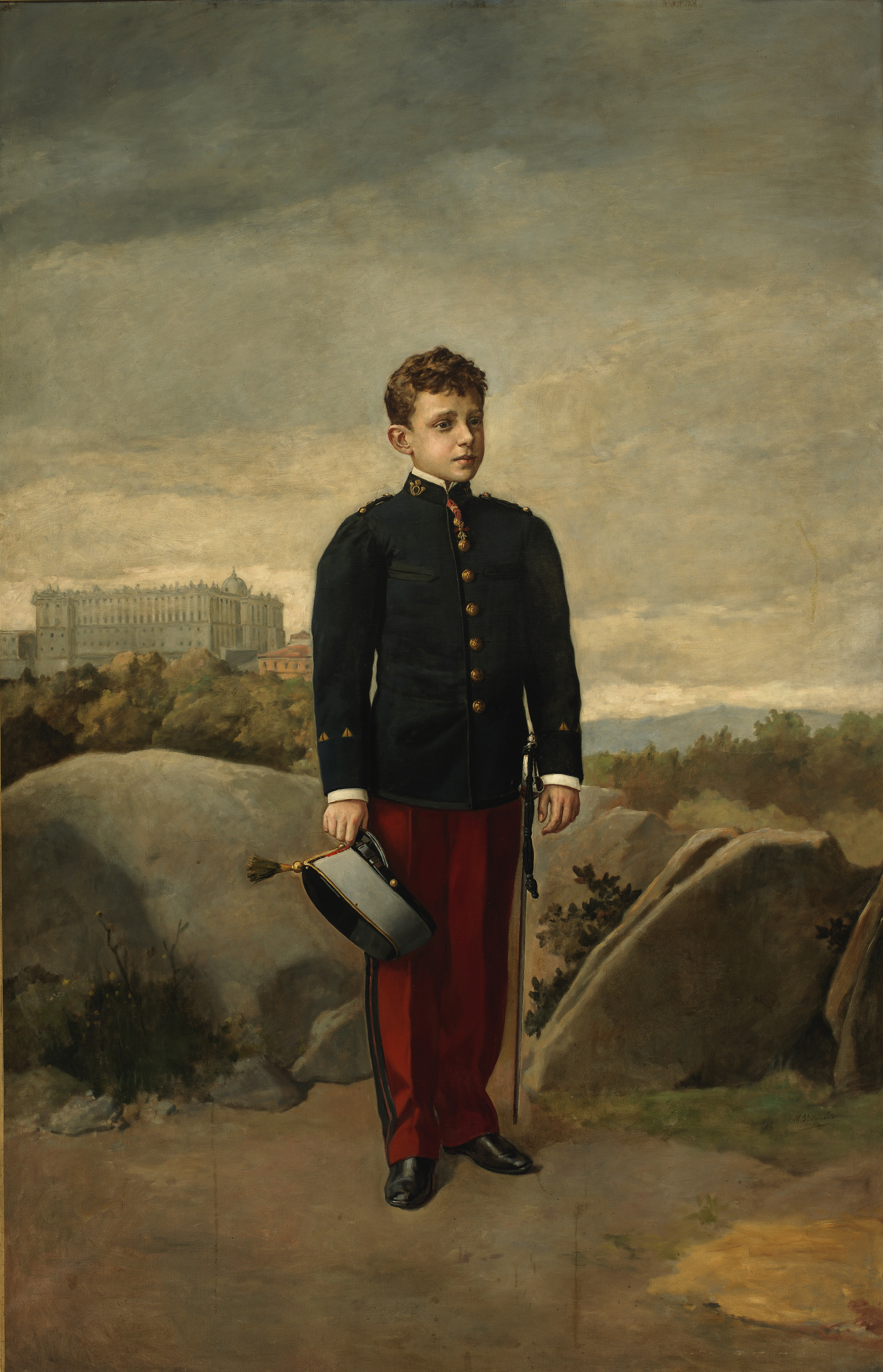
Alfonso XIII, cadete. 1898. Museo del Prado, Madrid. Al fondo aparece el palacio real.

Sus padres fueron Antonio García Gallardo, natural de Belalcázar, y María de la Encarnación Martínez Flores. Este matrimonio tuvo seis hijos: José María, Rafael, Dionisio, Manuel, María Adelaida y Manuel María Antonio. Miguel fue bautizado el 23 de noviembre de 1836 en la iglesia del Salvador, donde se había bautizado su madre en 1806 y donde se habían casado sus padres en 1829. Antonio García tenía un comercio donde vendía productos de ultramar, aunque su negocio no era especialmente próspero.
En 1847 Manuel se matriculó en la Academia de Nobles Artes de Santa Isabel. Fue condiscípulo de Valeriano Domínguez Bécquer. Su hermano mayor, Rafael, estudió en la misma academia y en 1853 adoptó el seudónimo de Hispaleto. Rafael murió a los 22 años en París. Tras la muerte de Rafael, en agosto de 1854, la prensa publicó halagos a su obra que sirvieron de presentación para su hermano Manuel. Manuel tomó el seudónimo Hispaleto de su hermano.
En 1854 Manuel se trasladó a Madrid para continuar su estudios en la Escuela de Santa Catalina. Esta escuela era dependiente Real Academia de Bellas Artes de San Fernando y daba los cursos básicos para acceder a la misma.
Participó en las Exposiciones Nacionales de Bellas Artes de 1860, 1862, 1864,1866, 1871, 1876, 1878, 1881, 1881, 1884, 1887, 1890, 1892 y 1895. Algunas de sus obras obtuvieron medallas en estas exposiciones. En 1871 el jurado le otorgó como condecoración la Cruz Sencilla de María Victoria y en 1871 la Cruz de Carlos III.
En 1863 Ignacio Muñoz de Baena y Goyeneche le dio a Manuel un pensionado para vivir en Roma. Regresó a Madrid en 1866.
En 1872 se trasladó de nuevo a Sevilla para inspirarse en el costumbrismo andaluz. De nuevo, se trasladó a Madrid, y en 1874 participó en una exposición en la Platería Martínez junto a otros destacados pintores.
La propietaria de Platería Martínez era María del Rosario Cabrero (descendiente del platero Antonio Martínez Barrio). María del Rosario estaba casada con el poeta Gregorio Romero Larrañaga. Ambos tenían una hija, Esperanza Romero Cabrero, que contrajo matrimonio con Manuel García Hispaleto el 16 de mayo de 1877 en la basílica de San Miguel. Tuvieron tres hijos: María del Rosario (n. 1880 y fallecida a los pocos días), Antonio (n. 1882) y Manuel (n. 1883).
Participó en las exposiciones de la Asociación de Acuarelistas de 1880 y 1882.
En 1883 participó en la Exposición de Bellas Artes de Múnich.

## Obra
En su obra abundan los cuadros costumbristas y los retratos. En menor medida, también realizó cuadros literarios, paisajes, casetones (cuadros preciosistas de pequeño formato), cuadros orientalistas y cuadros religiosos.

### Participación en las Exposiciones Nacionales

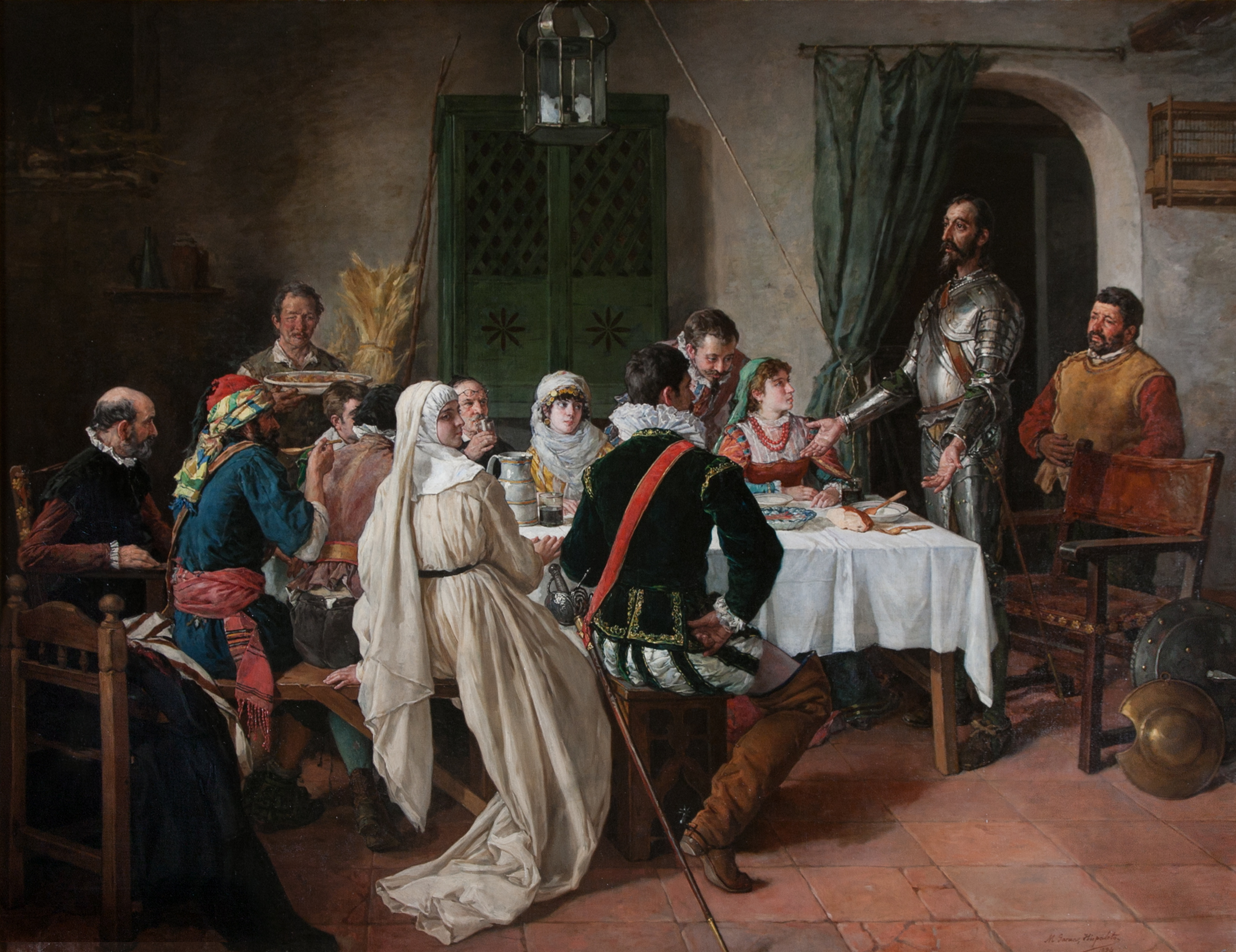
Discurso que hizo don Quijote de las armas y las letras. 1884. Museo del Prado.

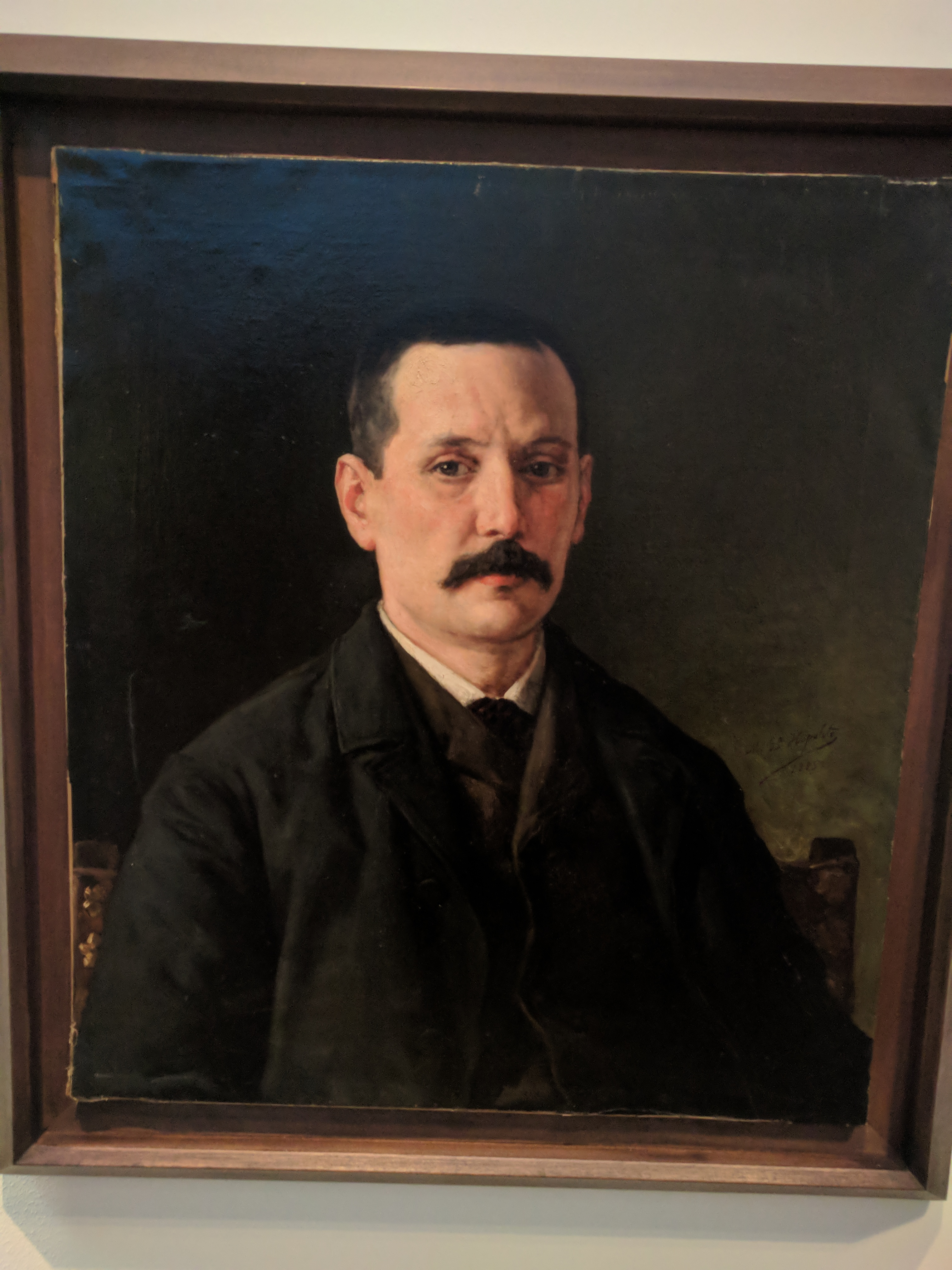
Retrato de Benito Pérez Galdós, 1885. Ateneo de Madrid.

Participó en las siguientes Exposiciones Nacionales de Bellas Artes:
- 1860. Una lavandera que baja al río con un muchacho, mozo de cordel. Estilo costumbrista. Mención honoraria.
- 1862. Entierro del pastor Crisóstomo. 3ª Medalla. Representa la primera parte del capítulo XIV de Don Quijote. Inspirado en la primera parte del capítulo XIV de Don Quijote).[17] Adquirido por el Estado por 5.000 reales. Propiedad del Museo del Prado de Madrid. En depósito en la Diputación Provincial de Badajoz.
- 1862. Un retrato.
- 1862. Retrato del general Llanos.
- 1864. El llanto de una huérfana. Estilo costumbrista.
- 1864. Retrato de un ciciarello.
- 1866. Retrato del señor D.M.S..
- 1866. Retrato de una romana.
- 1866. Retrato de un capuchino.
- 1866. Aparición de santa Inés a sus padres. Ganador de la 3ª Medalla. Adquirido por el Estado por 1000 escudos. Propiedad del Museo del Prado de Madrid. En depósito en el Museo San Telmo de San Sebastián.
- 1871. Salida de los toreros del parador de Borja. Estilo costumbrista.
- 1871. Cercanías de Roma. Vista de Subiacco.
- 1876. Retrato.
- 1876. Sesión espiritista. Dinos quién eres. Estilo costumbrista.
- 1878. Obrador de modistas. Adquirido por el Estado por 20.000 pesetas. Museo del Prado de Madrid.
- 1878. Retrato del señor J.M.B.
- 1881. Casamiento de Basilio y Quiteria. Propuesto para la 2ª Medalla. Adquirido por el Estado por 2.000 pesetas. Representa una escena del capítulo XXI de Don Quijote.[18] Propiedad del Museo del Prado de Madrid. En depósito en la Casa de Cervantes de Alcalá de Henares.
- 1884. Discurso que hizo D. Quijote de las armas. Adquirido por el Estado por 2.000 pesetas. Propiedad del Museo del Prado de Madrid. En depósito en el Museo de Ciudad Real. A pesar de ser un cuadro popular de este autor, no gustó al crítico Isidoro Fernández Flórez, que realizó una dura crítica al mismo en la revista La ilustración española y americana.[19]
- 1884. Una mora. Faraj. Adquirido por el Estado por 1.500 pesetas. Propiedad del Museo del Prado de Madrid. En depósito en la Escuela de Bellas Artes de Salamanca.
- 1884. Frutero.
- 1887. Una lección. Adquirido por el Estado por 2.000 pesetas. Propiedad del Museo del Prado. En depósito en la Capitanía General de Sevilla.
- 1890. Visitando el palacio de El Escorial. Estilo costumbrista. Adquirido por el Estado por 1.500 pesetas. Propiedad del Museo del Prado de Madrid. En depósito en el Museo de Bellas Artes de Sevilla.
- 1892. Dos hermanos.
- 1895. Visitando el palacio de El Escorial. Estilo costumbrista.

### Costumbrismo
Además de los cuadros costumbristas presentados en las Exposiciones Nacionales realizó los siguientes:
- C. 1854. La historia. Colección particular.
- C. 1854. Castañas calientes. Colección particular.
- C. 1854. La posada. Colección particular.
- C. 1854. El asalto. Colección particular.
- C. 1854. La historia. Colección particular.
- C. 1854. Tarta de cumpleaños. Colección particular.
- C. 1854. En los arrabales. Colección particular.
- 1860. Buscando el ratón. Sevilla. Colección Bellver.[21]
- 1865. Un tipo aragonés. Colección particular.
- 1865. Una murciana. Colección particular.
- C. 1865-1870. Los jugadores de cartas. Colección particular.
- C. 1865-1870. Jugando a las cartas en la azotea. Colección particular.
- C. 1865-1870. La merienda. Colección particular.
- C. 1871. Fiesta taurina. Colección particular.
- C. 1871. La familia del torero. Colección particular.
- 1872. Una visita a la cava. Paradero desconocido.
- C. 1872. Baile en Triana. Paradero desconocido.
- C. 1872. Un mesón en Murcia. Paradero desconocido.
- C. 1872. Una escena andaluza. Paradero desconocido.

### Retratos
Además de los expuestos en las Exposiciones Nacionales, pintó los siguientes:
- 1863. Ignacio Muñoz de Baena, caballero de la Orden Militar de Santiago. Colección particular.
- 1875. Alfonso XII. Aparece de joven en el interior del palacio real de Madrid.
- 1877. Juan Bravo Murillo. Congreso de los Diputados. Madrid.
- 1878. Esperanza Romero Cabrero. Colección particular.
- C. 1878. Julia Cabrero Martínez. Colección particular.
- C. 1878. Javier Cavestany Catalá. Colección particular.
- 1879. Manuel Anduaga Cabrero. Colección particular.
- 1879. Salvador Albacete. Museo del Prado de Madrid.
- C. 1880. Sofía Romero Cabrero. Colección particular.
- 1880-1890. Mi discípula. Colección particular.
- 1880-1890. Esperanza pintando. Colección particular.
- 1885. Benito Pérez Galdós. Galería de personajes ilustres del Ateneo de Madrid.
- 1887. María Adelaida García Martínez. Colección particular.
- 1897. La reina regente María Cristina, con Alfonso XIII niño. Museo del Prado de Madrid.
- 1898. Alfonso XII, cadete. Museo del Prado de Madrid.